# Abwanderungsquote
Die Abwanderungsquote oder -rate (englisch churn (rate) von to churn = jmdn. bewegen, aufrühren) ist ein Begriff der Wirtschaftswissenschaften, der vor allem aus der Telekommunikation bekannt ist und auch im Bereich der Abonnementverkäufe und im Internetmarketing seinen Platz gefunden hat.
Die Abwanderungsrate definiert die über einen bestimmten Zeitraum verzeichnete Anzahl der Kunden beziehungsweise der Teilnehmer, welche den Dienst nicht weiter nutzen, geteilt durch die Anzahl der Gesamtkunden. Sie gibt eine Übersicht über das Wachstum oder die Abnahme der Kundenzahlen sowie die durchschnittliche Länge der Teilnahme am Dienst.
Dieses prozentuale Ergebnis dient sehr gut dazu, die Kundenzufriedenheit je nach Branche zu messen und dementsprechend Maßnahmen im Marketing zu ergreifen, um die Abwanderungsquote zu senken. Ein typisches kurzfristiges Mittel zur Erhöhung der Abwanderungsquote von Wettbewerbern ist die Drehung an der Preisspirale. Maßnahmen zur Senkung der Abwanderungsquote wären zum Beispiel: Kundenrückgewinnung (engl. customer recovery) und Erhöhung der Kundenzufriedenheit. Bei den Maßnahmen zur Verringerung der Abwanderungsquote sollten bei Dienstleistungen, vor allem bei Telekommunikationsdienstleistungen, ökonomische und beziehungsrelevante Gründe der Abwanderung berücksichtigt werden. Kunden wandern ab, wenn das Preis-Leistungs-Verhältnis nicht mehr ausgewogen ist, das Verhalten der Mitarbeiter zur Unzufriedenheit führt oder der Dienstleistungsprozess nicht transparent ist bzw. zu Rückkopplungen bei dem Kunden führt. Rückkopplungen können z. B. Wartezeiten, Nachfragen des Kunden, lange Bearbeitungszeiten oder wechselnde Ansprechpartner sein.
Die Abwanderungsquote ist vor allem in Marktbereichen wichtig, in denen Kunden sehr wechselwillig sind bezüglich ihrer Anbieter (z. B. Telefonie, Internetanbieter, Energieversorger). Zum Beispiel hat die Möglichkeit der Rufnummernmitnahme zu einer erhöhten Abwanderungsquote von Kunden geführt, da ein wichtiger Wechselhinderungsgrund entfernt wurde.
Im Marketing bedient man sich hierzu auch sogenannter Customer-Relationship-Management-Tools (CRM-Tools), die alle Daten zur Kundenbeziehung zentral in einer Datenbank zur Verfügung stellen.